# لاورانس غوايي
لاورانس غوايي و يعرف باسم أنس مبارك في قطر (مواليد 22 أغسطس 1984) هو لاعب كرة قدم غاني يحمل الجنسية القطرية لعب سابقاً مع منتخب قطر.
كانت بداياته مع نادي ليبرتي الغاني وانتقل بعدها إلى نادي سانت إتيان الغاني وانظم بعدها إلى الغرافة القطري في عام 2004 و وقع مع نادي المرخية عام 2017 و انتقل إلى نادي أم صلال عام 2018 و بعدها مع نادي الخريطيات.

## روابط خارجية
- لاورانس غوايي على موقع رابطة كرة القدم الفرنسية للمحترفين (الإنجليزية)
- لاورانس غوايي على موقع قاعدة بيانات كرة القدم.إي يو (الإنجليزية)
- لاورانس غوايي على موقع ناشيونال فوتبول تيمز (الإنجليزية)
- لاورانس غوايي على موقع Soccerway.com (الإنجليزية)
- لاورانس غوايي على موقع عالم كرة القدم.نت (الإنجليزية)